# Eugénie de Montijo
Eugénie de Montijo ili pravim imenom Eugenia María de Montijo de Guzmán (Granada, 5. svibnja 1826 – Madrid, 11. ožujka 1920.) - francuska carica. 
Godine 1853. se udala za francuskog cara Napoleona III., s kojim je imala jedno dijete. Iste te godine je proglašena caricom. Sa svojojom strastvenošću i šarmom je pridonijela sjaju i blistavosti njegova dvora. Bila je poznata u povijesti po tome što je nosila krinolinu najvećeg promjera ikada-čak do sedam metara. Imala je snažan, ali i poguban utjecaj na francusku politiku Drugog Carstva; intervencija u Rimu 1858-59., meksička ekspedicija 1861., pritisak na Prusku 1870. Godine 1870. je emigrirala u Englesku kamo je i Napoleon s njom pošao. Umrla je u Madridu 11. veljače 1920. u 94. godini života.